# Lisa Powell
Lisa Josephine Powell (Sídney, 8 de julio de 1970) es una exjugadora australiana de hockey sobre césped.

## Trayectoria
Powell tuvo su debut olímpico en Barcelona 1992. En Atlanta 1996 obtuvo la medalla de oro al derrotar a Corea del Sur en la final. En Sídney 2000 derrotó en la final a Argentina y obtuvo su segundo oro olímpico.